# Eurotheum
L'Eurotheum è un grattacielo di 31 piani alto 110 metri situato nel centro della città di Francoforte, in Germania. L'edificio fu costruito nel 1999 in concomitanza con l'adiacente Main Tower. Ogni piano della torre ha 17.000 m2 di spazi per uffici, che sono erano occupati per lo più dalla Banca centrale europea come estensione del [[Eurotorre
loro quartier generale a Willy-Brandt-Platz]] fino al 2015, anno del trasferimento nella più ampia sede della Banca centrale europea.
Il 22º piano ospita un bar pubblico. Dal 22 al 29 piani, ci sono 74 appartamenti residenziali, che possono essere affittati. Inoltre,vi sono le "Innside Premium Suites", che offrono un servizio alberghiero on demand.
L'edificio è stato progettato da Novotny Mähner Assoziierte. L'edificio nel 2018 ha cambiato proprietà ed è stato venduto per 250 milioni di euro.